# José Manuel Imbamba
José Manuel Imbamba, né le 7 janvier 1965 à Boma, province de Moxico (Angola), est un ecclésiastique catholique angolais qui est, depuis le 12 avril 2011, le premier archevêque métropolite de Saurimo.

## Biographie
Né à Boma, dans la province de Moxico, José Manuel Imbamba est ordonné prêtre le 29 décembre 1991 et est un des premiers prêtres du diocèse de Lwena (pt).

### Ministères exercés
De 1992 à 1995, il est curé à la cathédrale de Luanda et chef de la Caritas diocésaine. Il termine ses études en 1999 à la Faculté de philosophie de l'Université pontificale urbanienne de Rome. En 1999, il est nommé vicaire général et directeur du secrétariat de la pastorale du diocèse. Il devient aussi professeur de philosophie et portugais.
En 2001, il est nommé secrétaire général de l'Université catholique de Luanda et professeur de philosophie au séminaire de Luanda.
Le 6 octobre 2008, Benoît XVI le nomme évêque de Dundo et il reçoit l'ordination le 14 décembre suivant des mains de l'évêque de Cabinda (en), Filomeno do Nascimento Vieira Dias (en).
Le 12 avril 2011, le diocèse de Saurimo est élevé en archidiocèse,. Il est nommé archevêque et entre en fonction le 31 juillet de la même année. Il fait partie du Conseil permanent de la Conférence épiscopale d’Angola et de Sao Tomé,.
Du 22 au 27 septembre 2015, avec monseigneur José de Queirós Alves (de), archevêque de Huambo, et une délégation de plusieurs familles angolaises, il participe à Philadelphie au meeting sur la famille avec le pape François.
Depuis le 9 novembre 2015, il est vice-président de la Conférence épiscopale d’Angola et de Sao Tomé.

## Autres images

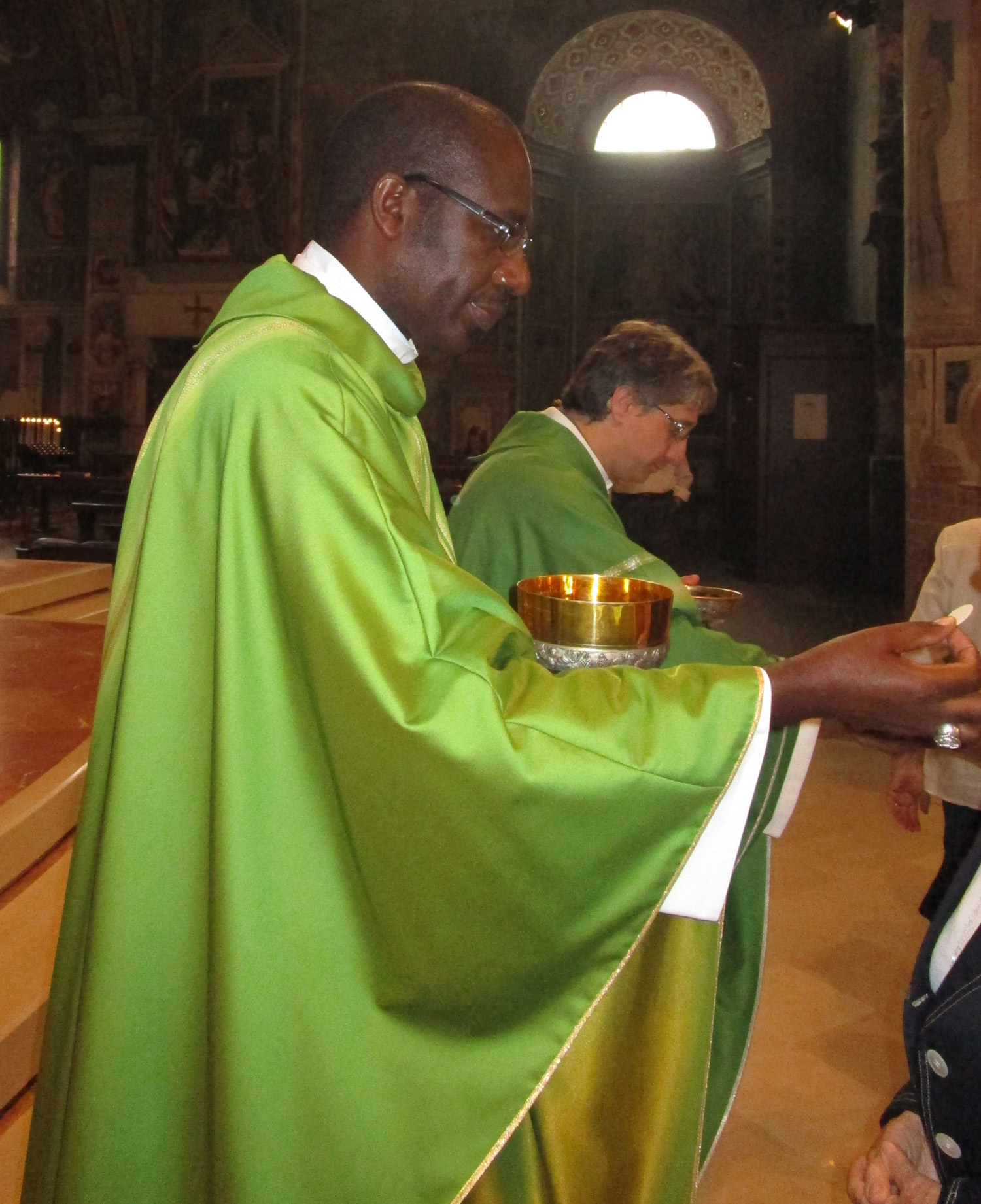
José Manuel Imbamba, durant une messe à l'église Saint-François à Lodi, le 23 août 2015.